# カペリン (潜水艦)
カペリン (USS Capelin, SS-289) は、アメリカ海軍の潜水艦。バラオ級潜水艦の一隻。艦名はカラフトシシャモの英語名に因む。

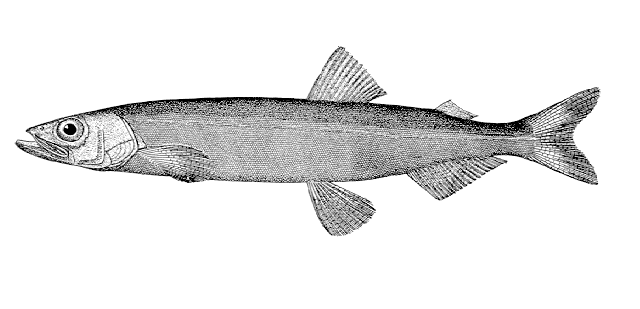
カラフトシシャモ（Capelin）

## 艦歴
カペリンは1942年9月14日にメイン州キタリーのポーツマス海軍造船所で起工する。1943年1月20日にI・C・ボガート夫人によって進水し、艦長エリオット・E・マーシャル少佐（アナポリス1931年組）の指揮下1943年6月4日に就役する。カペリンは9月3日にコネチカット州ニューロンドンを出航しオーストラリアのブリスベンに向かい、南西太平洋で潜水艦部隊の任務に従事する。

### 哨戒
10月30日、カペリンは最初の哨戒でモルッカ海、フローレス海およびバンダ海を経てマカッサル海峡方面に向かった。ダーウィンで給油した後哨区に向かい、11月11日にアンボン島沖で国玉丸（玉井商船、3,127トン）を撃沈した。しかし、哨戒中に司令塔のハッチ機能、艦首部分の騒音、不完全なレーダーチューブなど多くの不具合が生じ、カペリンは哨戒を一旦打ち切って修理することとなった。11月15日、カペリンは17日間の行動を終えてダーウィンに帰投し、問題箇所を2日間かけて修理した。
11月17日、修理が終わったカペリンは、2回目の哨戒でモルッカ海およびセレベス海方面に向かった。カペリンはハルマヘラ島のカウ湾、モロタイ海峡およびミンダナオ島周辺のダバオ湾、シアオエ島、サンギ島、タラウド諸島、サランガニ島などを偵察した後、12月6日に担当哨戒区域を離れる予定であった。しかし、カペリンはその後消息不明になる。僚艦のボーンフィッシュ (USS Bonefish, SS-223) が1943年12月2日にアメリカ軍の潜水艦を目撃したことを報告しているが、当時その海域ではカペリンが配備されていた。海軍は12月9日に通信を試みたが応答はなかった。
日本側の記録によれば、カペリンがダーウィンを出航してから1週間後の11月23日午前9時ごろに、ハルマヘラ島カウ湾口において第九三四海軍航空隊の水上偵察機と、当時護衛任務に就いていた敷設艦・若鷹が対潜攻撃を実施したことが記録に残されている。この記録は当時その海域で行われた唯一の攻撃であった。しかしながら、実際の接触の証拠はごく僅かであり、日本軍は最終的にはこの攻撃を中止したとある。また、日本軍の機雷敷設区域がセレベス島の北方に数多くあったことが知られており、それはカペリンの哨戒区域と重なっていた。対潜攻撃の記録がいまひとつ決め手に欠けることから、カペリンが触雷により沈没したという推測もある。いずれにせよ、カペリンは勇敢な乗組員と共に跡形もなくなったが、アメリカ側では原因不明で喪失された艦として記録に残された。
なお、アメリカ側の記録の中には、日本側の対潜攻撃があった11月23日に、攻撃があった海域の近くでカペリンが基山丸（鶴丸汽船、2,841トン）を撃沈したという記述があるが、基山丸撃沈が実際にカペリンによるものかどうかは不明であり、これに関しては日本側の記録では、基山丸は11月23日16時30分ごろに、カウで四発機6機の空襲により沈没としている。
カペリンは第二次世界大戦の戦功で1個の従軍星章を受章した。カペリンの哨戒は一回が成功として記録された。